# Nokia Lumia 800
Das Nokia Lumia 800 ist ein Smartphone der Lumia-Serie des finnischen Herstellers Nokia. Es ist das erste Nokia-Mobiltelefon mit dem Betriebssystem Windows Phone 7 von Microsoft, das bei Nokia langfristig die Symbian-Plattform ablösen sollte. Nokia erhoffte sich mit dem Gerät eine Rückeroberung verlorener Marktanteile und Microsoft eine Etablierung seines Betriebssystems als drittes großes System neben Android von Google und iOS von Apple.

## Funktionen
Das Unibody-Gehäuse aus Polycarbonat und die Kamera des Lumia 800 wurden aus dem Nokia N9 übernommen; es ist jedoch keine Frontkamera für Bildtelefonie vorhanden. Das 3,7 Zoll (9,4 cm) große AMOLED-Display mit Nokias ClearBlack-Technologie besteht aus besonders kratzfestem, gewölbtem Gorilla-Glas und soll eine gute Lesbarkeit im Freien bieten. Die CPU des Typs Snapdragon MSM8255 Scorpion wird mit 1,4 GHz Taktfrequenz betrieben. Es stehen 512 MB Arbeitsspeicher sowie ein 16 GB großer Massenspeicher zur Verfügung; ein Speicherkartensteckplatz ist nicht vorhanden. Die integrierte 8-Megapixel-Kamera mit einer Carl-Zeiss-Optik löst schnell aus und soll durch einen Dual-LED-Blitz auch bei unzureichenden Lichtverhältnissen gute Fotos erzeugen.
Im Lumia 800 können nur Micro-SIM-Karten eingesetzt werden. Die Ladedauer des Akkus beträgt rund 2 Stunden.
Als erstes Windows-Phone-7-Smartphone besitzt das Lumia 800 mit Nokia Drive eine kostenlose vollwertige Navigationssoftware; das Kartenmaterial kann für 180 Länder direkt auf das Gerät geladen werden; zur Navigation war dennoch – im Gegensatz zur Symbian-Version „Nokia Maps“ – eine Internetverbindung notwendig; auch fehlen Funktionen wie Verkehrsinformationen, Fahrspurassistent oder POI-Anzeige. Ab der Version 2.0 vom März 2012 ist die Navigation komplett offline nutzbar; weiterhin sind damit auch Funktionen wie ein Fahrspurassistent und die Anzeige der Tempolimits verfügbar.
Der „Mix-Radio“-Dienst, ein Internetradio, bei dem man zum nächsten Song weiterspringen kann, ist seit Mai 2012 in Deutschland verfügbar.
Auch das Tethering wird seit Mai 2012 von Nokia Lumia 800 und Nokia Lumia 710 durch ein Update unterstützt.

## Einführung und Verkauf
Das Lumia 800 wurde gemeinsam mit dem Nokia Lumia 710 am 26. Oktober 2011 auf der Hausmesse Nokia World in London vorgestellt. Das Lumia 800 ist seit 15. November 2011 in Deutschland zunächst in der Farbe Schwarz, später in Cyan, Fuchsia (Magenta) und in Weiß erhältlich. Die Deutsche Telekom nahm als erster Mobilfunkanbieter Vorbestellungen entgegen. Nokia stattet alle Windows-Phone-Handys mit den Anwendungen Nokia Drive und Nokia Musik aus. Knapp zwei Wochen nach Verkaufsstart war das Lumia 800 in Großbritannien ausverkauft, während es Vodafone Deutschland zunächst gar nicht ins Sortiment aufnahm.

## Kritik
Nutzer bemängeln teilweise eine zu kurze Akkulaufzeit des Gerätes; Nokia veröffentlichte zwei Software-Updates, mit denen dies verbessert worden ist; seit Januar 2012 sind diese Updates verfügbar. Im März 2012 wurde ein weiteres Update veröffentlicht, das zunächst nur in Asien und Großbritannien verfügbar war. Updates müssen generell über Microsofts Zune eingespielt werden. Die bei Symbian möglichen Over-the-Air-Updates sind bei Windows Phone derzeit nicht möglich.
Für das Lumia 800 ist keine Speichererweiterung mittels SD-Karte möglich, und es ist weder ein HDMI-Ausgang noch ein analoger Videoausgang noch USB-OTG vorhanden. Auch kann der Gerätespeicher bei Anschluss an einen Computer nicht als externes Laufwerk genutzt werden. Damit verfügt das Gerät über deutlich weniger Erweiterungsmöglichkeiten und Schnittstellen als einige bisherige Symbian-Modelle. Auch das bei nahezu allen Windows-Phone-Geräten verfügbare Tethering wurde vom Lumia 800 zunächst nicht unterstützt und erst im Mai 2012 durch ein Update nachgerüstet.